# Кочетовка (Зубово-Полянский район)
Кочетовка — село в Зубово-Полянском районе Мордовии России. Входит в состав Горенского сельского поселения.

## История
В «Списке населённых мест Пензенской губернии за 1869» Кочетовка казенная деревня из 54 дворов Керенского уезда.

## Население
| 2002 | 2010 |
| ---- | ---- |
| 94   | ↘83  |

Национальный состав
Согласно результатам Всероссийской переписи населения 2002 года, в национальной структуре населения татары составляли 99 %.